# Gare de Quimper
Gare de Quimper – stacja kolejowa w Quimper, w regionie Bretania (departament Finistère), we Francji. Jest trzecią co do wielkości stacją kolejową w Bretanii po Rennes i Brest. Znajdują się tu 3 perony.
Stacja znajduje się na linii Savenay – Landerneau, która stanowi znaczną część korytarza Nantes-Brest, a także na linii do Pont-l’Abbé, obecnie wykorzystywanej wyłącznie do ruchu towarowego.

## Połączenia
- Benodet
- Bordeaux
- Bourg-St Maurice
- Brest
- Camaret sur Mer
- Chateaulin Embranche
- Douarnenez
- Fouesnant Beg Meil
- Lille
- Lorient
- Lyon
- Modane
- Nantes
- Paryż
- Redon
- Rennes
- St Gervais les Bains
- Vannes